# Matisi-Grotten
| Tibetische Bezeichnung               |
| ------------------------------------ |
| Wylie-Transliteration: rta rmig dgon |

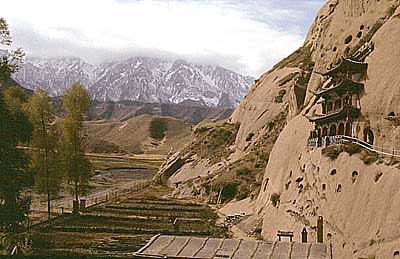
Teil der Mati-Si-Grotten

Die Matisi-Grotten (chinesisch 马蹄寺石窟群, Pinyin Mǎtísì Shíkūqún) sind buddhistische Höhlentempel am Westufer des Mati-Flusses (马蹄河 Mǎtíhé) auf dem Verwaltungsgebiet der Gemeinde Mati der Tibeter (马蹄藏族乡 Mǎtí Zàngzúxiāng) im Autonomen Kreis Sunan der Yugur (肃南裕固族自治县,  Sùnán Yùgùzú zìzhìxiàn), der zur bezirksfreien Stadt Zhangye in der chinesischen Provinz Gansu gehört. 
Seit 1996 stehen die Matisi-Grotten auf der Liste der Denkmäler der Volksrepublik China in Gansu.

## Größe
Es handelt sich um eine größere Gruppe verschiedener Höhlenkomplexe, die über Dutzende Kilometer verstreut in den nördlichen Ausläufern des Qilian-Gebirges liegen. Die am besten erreichbare Stätte befindet sich ca. 65 Kilometer südlich des Stadtzentrums von Zhangye. Die frühesten Höhlen stammen aus der Zeit Nördlichen Liang der Sechzehnkönigreiche (304–439), die spätesten aus der Zeit der Qing-Dynastie.
Der Komplex umfasst über 70 Höhlen, mit mehr als 500 Statuen und 200 Quadratmetern Wandgemälden. 

## Legende
Er ist nach dem Mati-Kloster (Mǎtísì) benannt, was wörtlich "Pferdehuf-Kloster" bedeutet. Einer chinesischen Legende nach hielt hier der Gott Erlang (Èrláng Shén 二郎神) an, damit sein Pferd rasten konnte; die tibetische Überlieferung dagegen führt den Pferdehuf (tib. rta rjes), der als Abdruck in einem Fels gesehen wird, auf das Reitpferd des berühmten Heldenkönigs Gesar zurück.

## Komplex
Matisi ist ein größerer Komplex von Grotten. Er besteht unter anderem aus:
- Tausend-Buddha-Höhlen (千佛洞 Qiān Fódòng)
- Goldpagoden-Kloster (金塔寺 Jīntǎsì)
- Nördliches Mati-Kloster (马蹄北寺 Mǎtí Běisì)
- Südliches Mati-Kloster (马蹄南寺 Mǎtí Nánsì)
- Obere Guanyin-Höhle (上观音洞 Shàng Guānyīndòng)
- Mittlerer Guanyin-Höhle (中观音洞 Zhōng Guānyīndòng)
- Untere Guanyin-Höhle (下观音洞 Xià Guānyīndòng).

## Bildergalerie

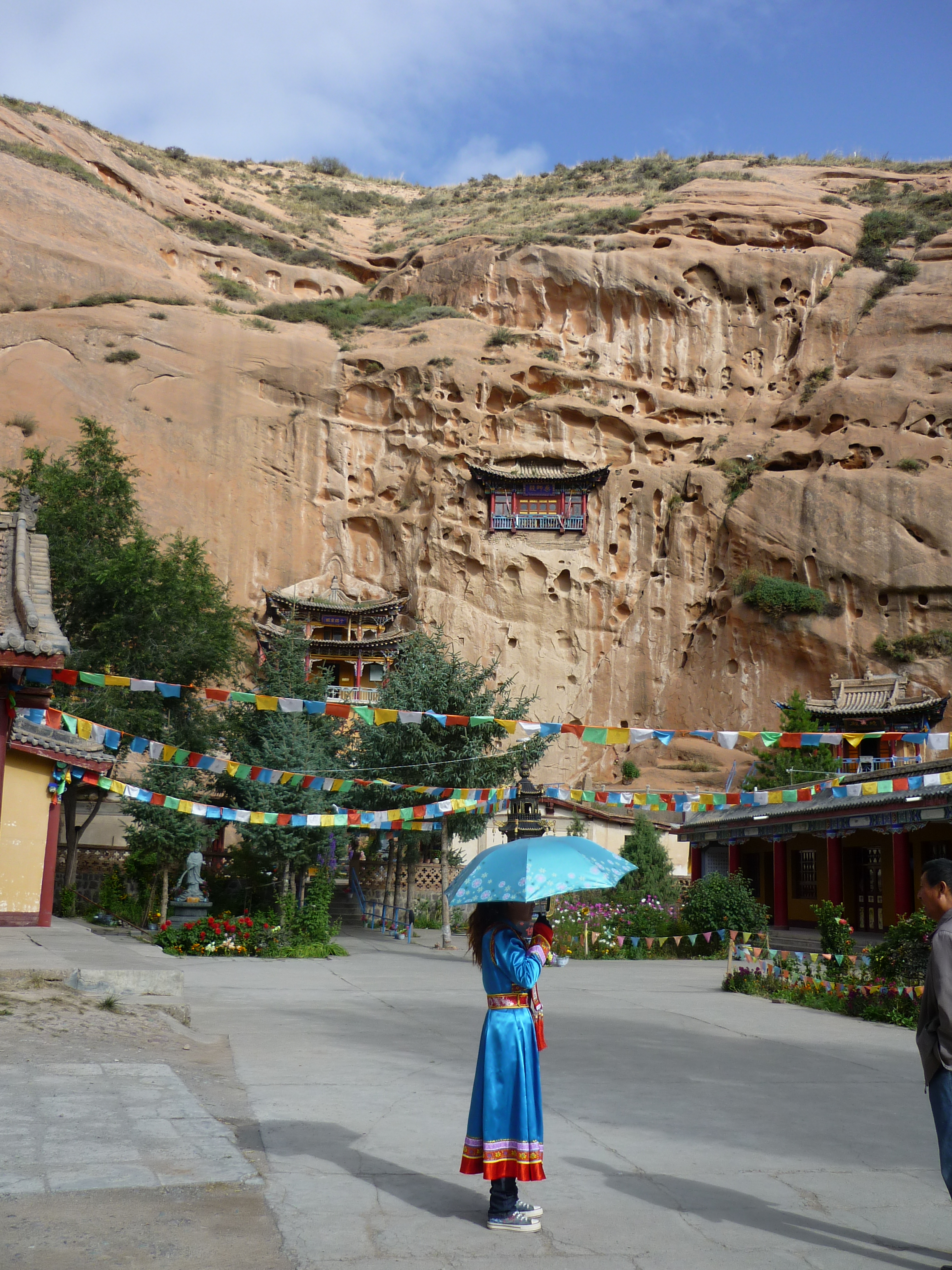
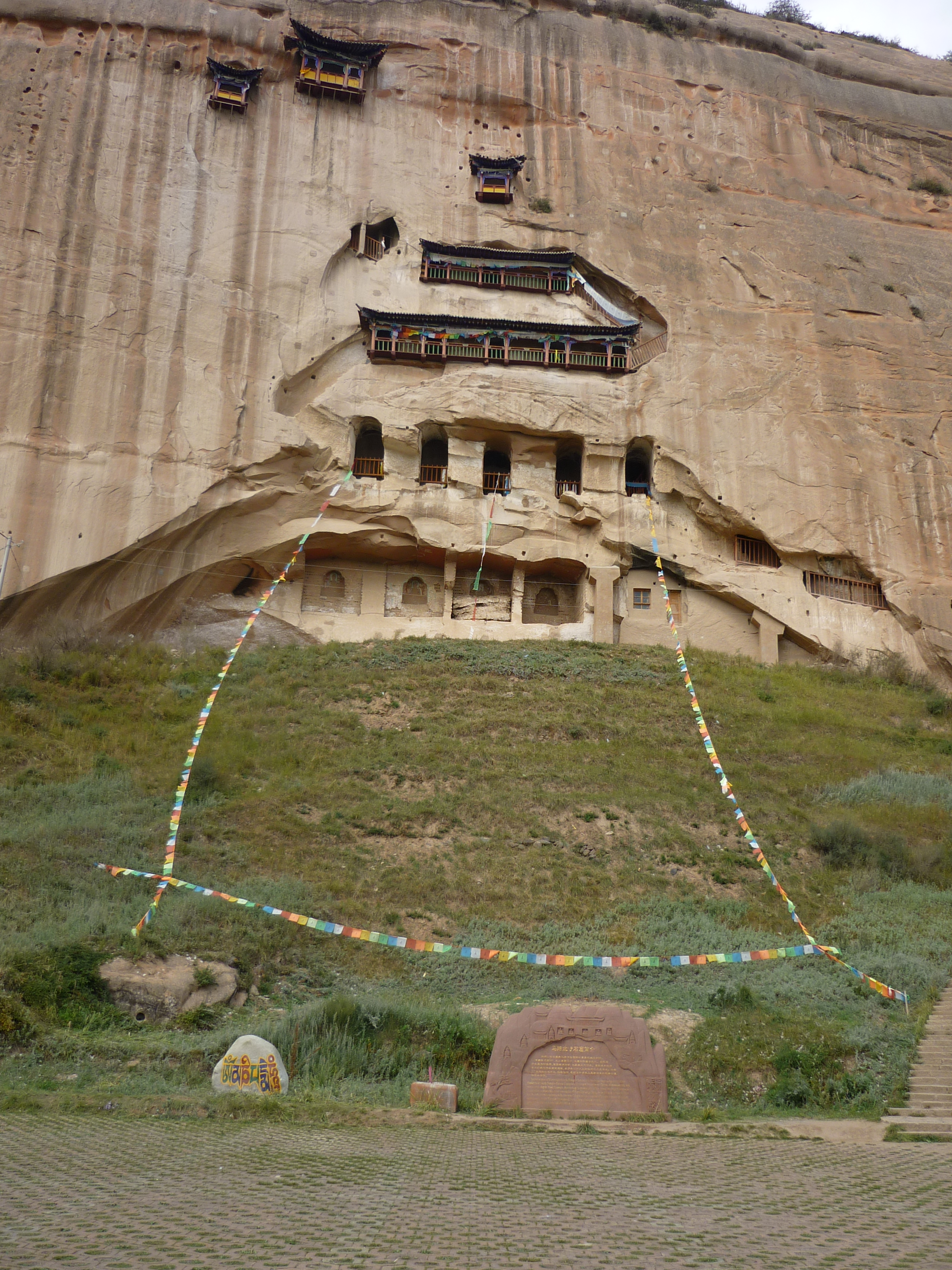
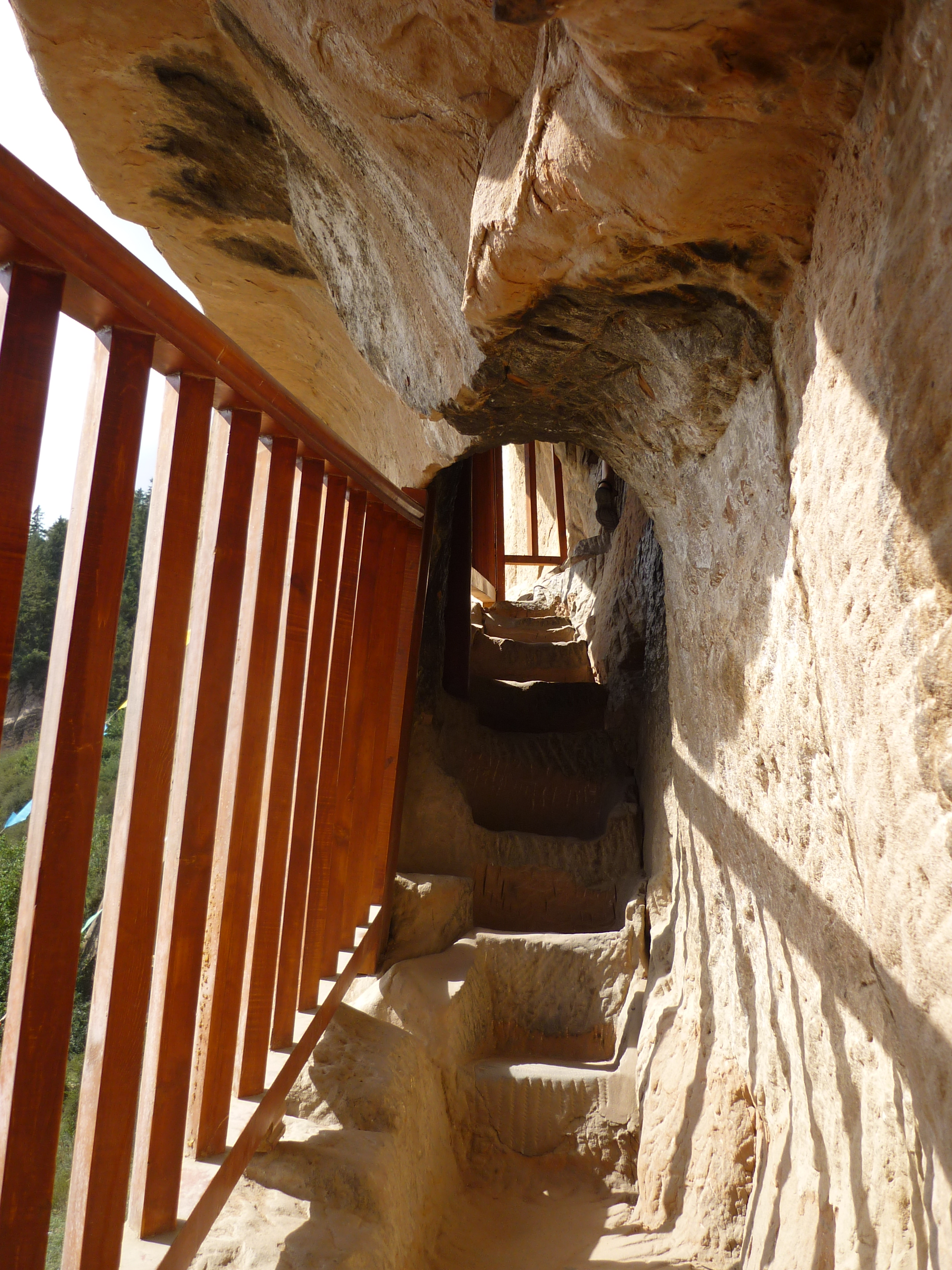
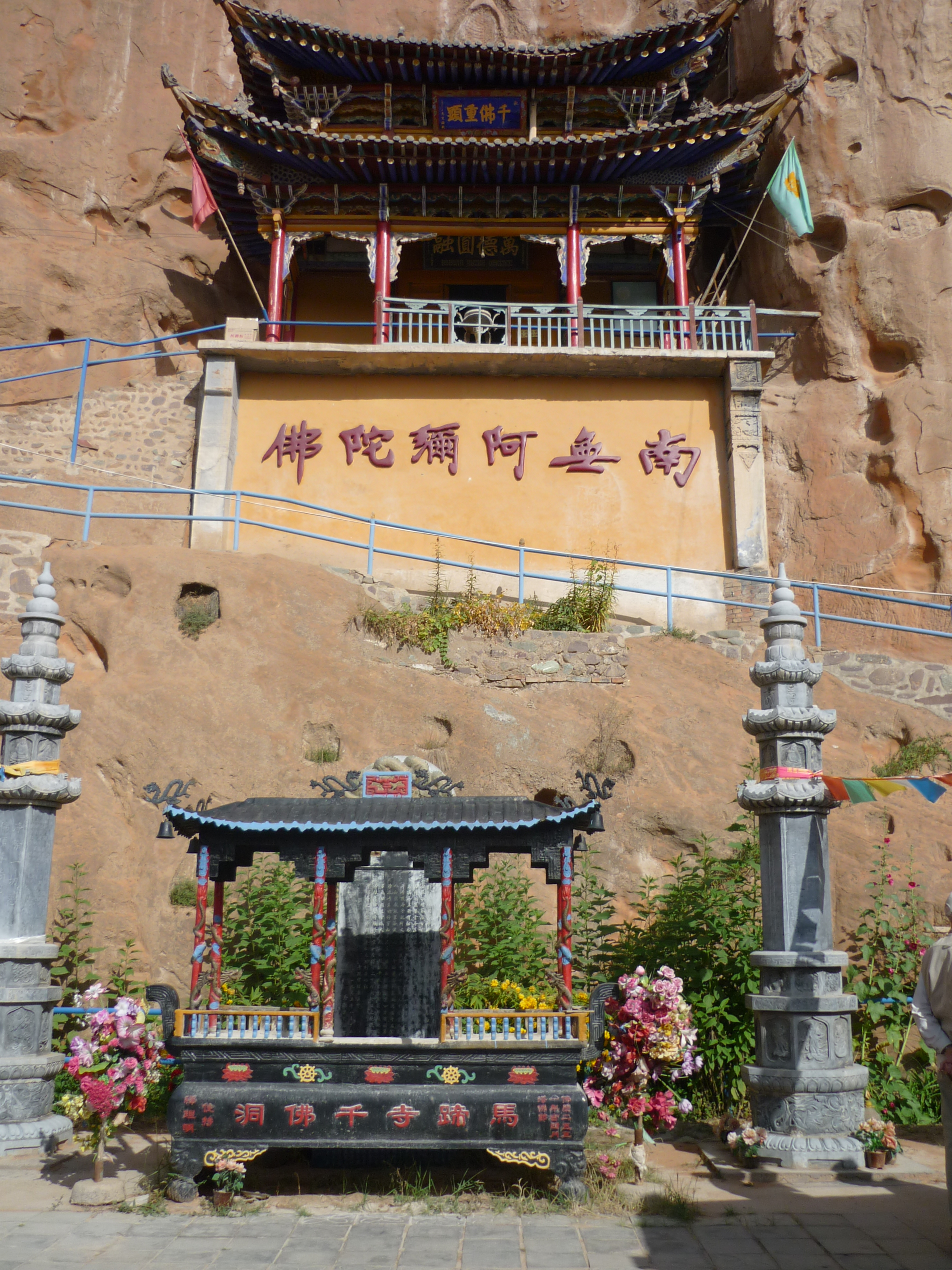